# کاهاتاپیتیا
کاهاتاپیتیا (به لاتین: Kahatapitiya) یک منطقهٔ مسکونی در سری‌لانکا است که در استان مرکزی (سری‌لانکا) واقع شده‌است.